# Phil Liggett
Pour les articles homonymes, voir Liggett.
Philip Alexander Liggett, né le 11 août 1943, est un commentateur et journaliste anglais qui couvre le cyclisme professionnel.
Il commente actuellement le Tour de France et les courses de vélo pour ITV et NBC Sports, après avoir collaboré avec la chaîne australienne SBS,. Il est un ancien cycliste amateur et a obtenu un contrat professionnel en 1967. Cependant, au lieu de devenir professionnel, il a pressenti que son avenir était dans le journalisme sportif après avoir écrit des articles dans des magazines de cyclisme au sujet des courses auxquelles il a participé.

## Journalisme
Phil Liggett a d'abord écrit pour le magazine Cycling, puis a été pigiste pour The Guardian, le Daily Telegraph et The Observer. En 1997, il est nommé rédacteur international du magazine Cycle Sport. Il a par ailleurs écrit des livres sur les courses cyclistes.
Liggett a commenté 15 Jeux olympiques et 50 Tours de France, généralement aux côtés d'autres commentateurs cyclistes vétérans et anciens cyclistes comme Paul Sherwen (Royaume-Uni) et Bob Roll (États-Unis). Il a également couvert d'autres sports, notamment les triathlons et le saut à ski. En raison de ses missions variées, Phil Liggett a travaillé pour tous les trois grandes chaînes américains, les “Big Three” : ABC, CBS et NBC.
Phil Liggett a également collaboré à la chaîne australienne SBS pour couvrir des événements australiens tels que le Tour Down Under en plus du Tour de France. En 2010, il couvre le 94.7 Cycle Challenge de Johannesburg pour le SuperSport d'Afrique du Sud. Il a également commenté Jeux Olympiques de Londres en 2012 avec le diffuseur australien Foxtel.
En 2014, avec le journaliste néerlandais José Been, il commente la diffusion en direct depuis le siège de l'Union Cycliste Internationale (UCI) les Championnats du monde de cyclisme sur route 2014 qui se déroulent alors à Ponferrada, en Espagne.

## Cyclisme
Entre 1972 et 1993, Phil Liggett est directeur technique de la Milk Race. Son implication dans l'organisation d'événements cyclistes l'amène à devenir vice-président de l'Association Internationale des Organisateurs de Courses Cyclistes. En 1973, à 30 ans, Phil Liggett devient le plus jeune commissaire international de l'UCI.
Phil Liggett a également été président du Cyclists' Touring Club (CTC), l'organisation nationale britannique des cyclistes.
En 2009, il est intronisé au British Cycling Hall of Fame.

## Défense de Lance Armstrong
Phil Liggett est un partisan de longue date de Lance Armstrong. Il est un speaker régulier des événements Livestrong avec son co-présentateur du Tour de France, Paul Sherwen. Il a défendu à plusieurs reprises Armstrong, contestant les enquêtes qu'il a qualifiées de “gaspillage d'argent”. Lorsque Floyd Landis a été testé positif lors du Tour de France 2006, Phil Liggett a dénigré le verdict en disant “Le fait que le laboratoire savait à qui appartenait l'échantillon qu'il testait n'est qu'une des anomalies”, mais lorsque Landis a admis s'être dopé en 2010 et a impliqué Armstrong, Liggett l'a qualifié de "raisins aigres" et a qualifié les accusations de “ridicules”. Il a également déclaré que le président de l'UCI, Pat McQuaid, était avec “véhémence contre le dopage”.
En 2012, après que l'Agence américaine antidopage (USADA) eut dépouillé Armstrong de ses titres du Tour de France, Phil Liggett affirme à la radio sud-africaine avoir la preuve que des politiciens anonymes motivés par la jalousie avaient fabriqué les preuves contre Armstrong en soudoyant des témoins. Cela a provoqué une réaction de colère de l'USADA, qui a rejeté ses affirmations, et une réfutation complète, point par point, par Michael Ashenden PhD, un expert en dopage de premier plan. En octobre 2012, Phil Liggett maintient sa défense d'Armstrong, qualifiant l'enquête de “chasse aux sorcières” sans preuve. Quelques jours plus tard, dans un documentaire pour l'émission Four Corners de la chaîne australienne ABC, intitulé Le monde selon Lance, il déclare qu'il a maintenant du mal à croire qu'Armstrong ne s'est jamais dopé“ et qu'il est “déçu qu'Armstrong lui ait menti en 2003 lorsqu'on l'a questionné sur le dopage”,.

## Vie privée
Phil Liggett est né à Bebington, dans le comté de Merseyside, mais il vit désormais à Bayford dans le Hertfordshire. Il passe la plupart de son temps libre en Afrique du Sud où il possède une maison dans le Western Cape et une ferme à gibier près du parc national Kruger.
En 2005, Phil Liggett est nommé membre de l'Ordre de l'Empire britannique (MBE) pour ses services rendus au cyclisme,

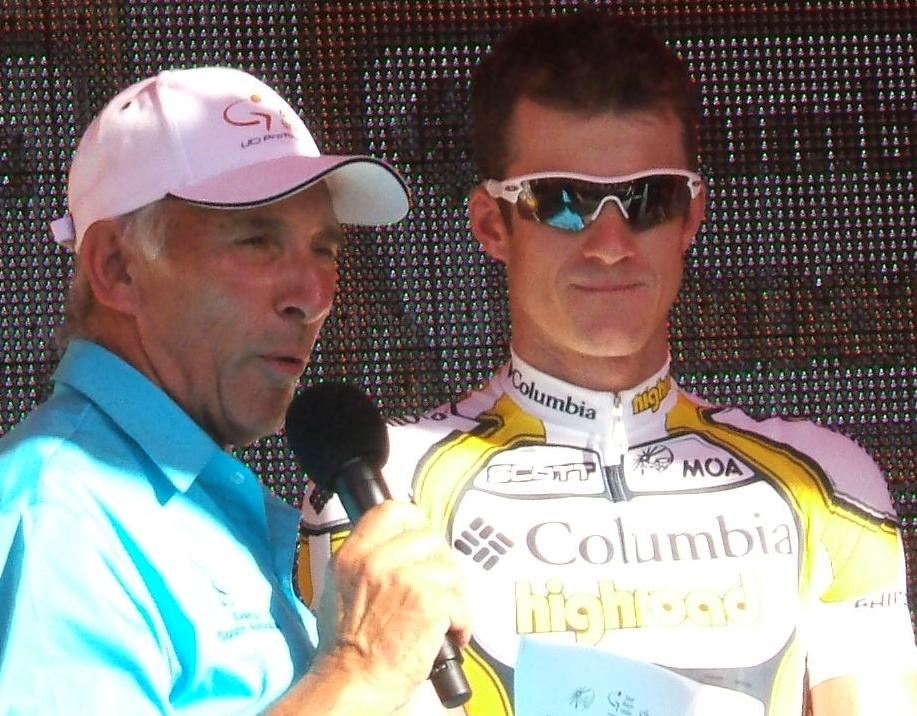
Phil Liggett et Michael Rogers lors de la présentation de l'équipe du Tour Down Under 2009.
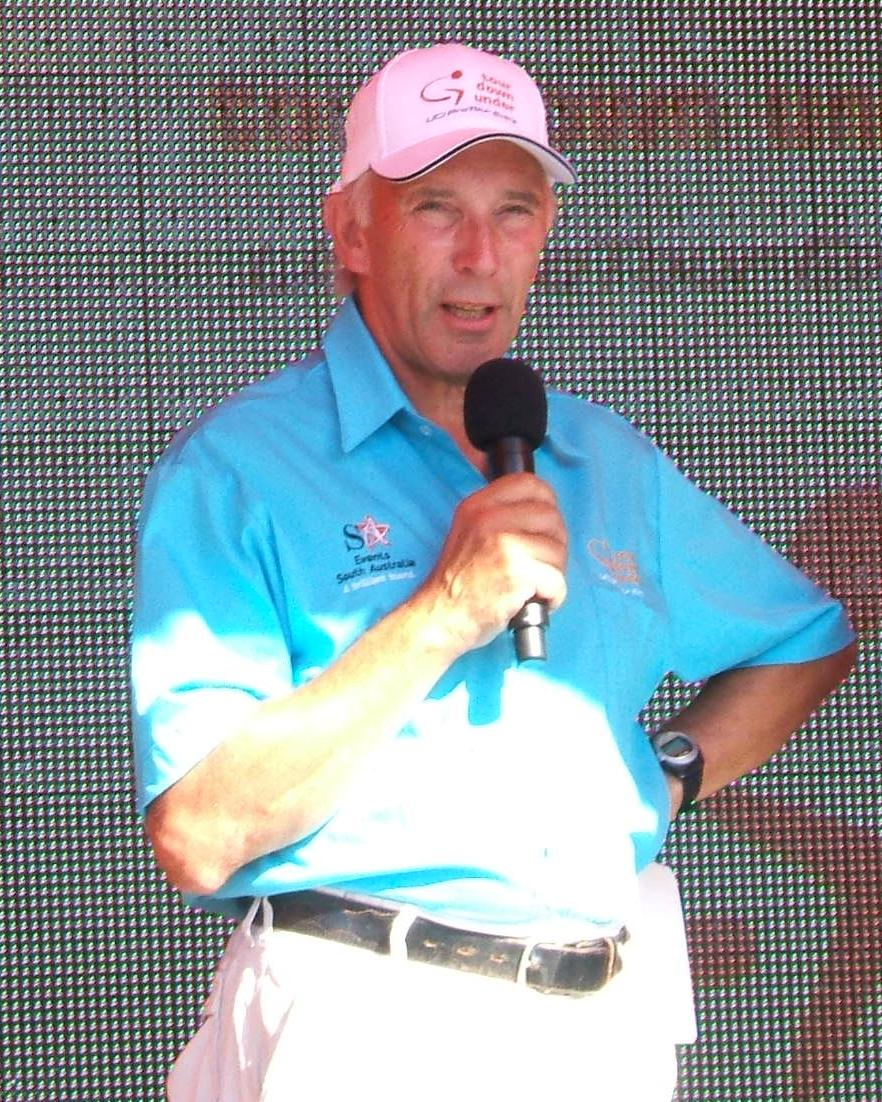
Phil Liggett lors de la présentation du Tour Down Under 2009.
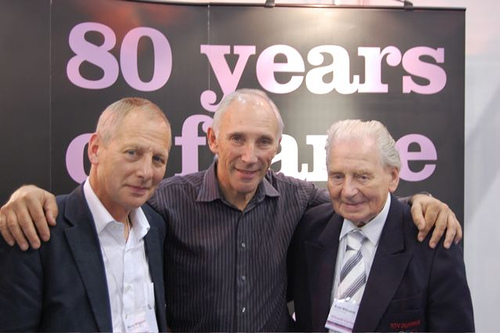
Phil Liggett entre Barrie Witcomb à gauche, et Ernie Witcomb à droite sur le stand Witcomb Cycles au London Cycle Show le 11 octobre 2007.